# Saint-Romain-en-Gier
Pour les articles homonymes, voir Saint-Romain.
Saint-Romain-en-Gier est une commune française, située dans le département du Rhône en région Auvergne-Rhône-Alpes.

## Géographie
Saint-Romain-en-Gier est une petite commune située au cœur de la vallée du Gier. La commune se trouve à 2 km d'Échalas, 5 km de Givors en direction du nord et, parallèlement à 8 km de Rive-de-Gier (Loire). Lyon est situé à environ 25 km tandis qu'à l'opposé, Saint-Étienne est situé à la quasi même distance.

### Communes limitrophes
Les communes limitrophes sont Dargoire, Tartaras, Échalas, Givors, Trèves et Beauvallon.

### Hameaux
Le village est constitué d'un certain nombre de hameaux :
- Le Four à chaux lieu où se tenait l'ancien four à chaux à l'approche de Givors sur la RD 488,
- Les Côtes et le Clairin entre le Four à chaux et le village sur la RD 488,
- Le Roc, lieu où se trouve l'Auberge provençale, entre le Clairin et la Grange sur la RD 488,
- La Grange près de l'Auberge provençale le long de la RD 488,
- Le Canal situé entre l'A47 et la RD 488 dans un renfoncement, le hameau conserve en plus des habitations quelques vestiges du canal de Givors tels que la maison de l'éclusier, aujourd'hui habitée et le pont-canal,
- Le Perrault, excentré du village, en suivant la route derrière l'Auberge provençale, près du Balmondon, lieu-dit du village limitrophe de Saint-Andéol-le-Château,
- Grand But aux alentours du cimetière communal,
- Le Palavezin et Cottarcieux sur les hauteurs. Cottarcieux, écrit à l'origine avec un seul « t », nous vient de l’ancien nom du hameau de la « Côte Arcieux » qui figurait sur de très vieux papiers possédés par la famille Paret,
- Le Barmont et les Entès sur les hauteurs du village,
- Le Moulin et Guichardet lieu où se tenait l'ancien moulin en longeant le Gier,
- Chamouy sur la route de Chamouy en direction de Givors par la route des Cornets longeant le Gier en rive droite à hauteur de la ZAC des 2 Vallées,
- Le Morel, qui jouxte le territoire de la commune de Trèves à environ 200 mètres plus au nord.

### Climat
Pour des articles plus généraux, voir Climat d'Auvergne-Rhône-Alpes et Climat du Rhône.
En 2010, le climat de la commune est de type climat du Bassin du Sud-Ouest, selon une étude du Centre national de la recherche scientifique s'appuyant sur une série de données couvrant la période 1971-2000. En 2020, Météo-France publie une typologie des climats de la France métropolitaine dans laquelle la commune est exposée à un climat de montagne ou de marges de montagne et est dans la région climatique  Nord-est du Massif Central, caractérisée par une pluviométrie annuelle de 800 à 1 200 mm, bien répartie dans l’année. 
Pour la période 1971-2000, la température annuelle moyenne est de 11,8 °C, avec une amplitude thermique annuelle de 17,7 °C. Le cumul annuel moyen de précipitations est de 760 mm, avec 8,5 jours de précipitations en janvier et 5,8 jours en juillet. Pour la période 1991-2020, la température moyenne annuelle observée sur la station météorologique de Météo-France la plus proche, « Saint-Didier-sous-Riverie », sur la commune de Chabanière à 6 km à vol d'oiseau, est de 11,6 °C et le cumul annuel moyen de précipitations est de 855,5 mm,. Pour l'avenir, les paramètres climatiques de la commune estimés pour 2050 selon différents scénarios d'émission de gaz à effet de serre sont consultables sur un site dédié publié par Météo-France en novembre 2022.

## Urbanisme

### Typologie
Au 1er janvier 2024, Saint-Romain-en-Gier est catégorisée commune rurale à habitat dispersé, selon la nouvelle grille communale de densité à sept niveaux définie par l'Insee en 2022.
Elle est située hors unité urbaine. Par ailleurs la commune fait partie de l'aire d'attraction de Lyon, dont elle est une commune de la couronne,. Cette aire, qui regroupe 397 communes, est catégorisée dans les aires de 700 000 habitants ou plus (hors Paris),.

### Occupation des sols
L'occupation des sols de la commune, telle qu'elle ressort de la base de données européenne d’occupation biophysique des sols Corine Land Cover (CLC), est marquée par l'importance des forêts et milieux semi-naturels (52 % en 2018), une proportion sensiblement équivalente à celle de 1990 (52,2 %). La répartition détaillée en 2018 est la suivante : 
forêts (38,9 %), zones agricoles hétérogènes (27,5 %), milieux à végétation arbustive et/ou herbacée (13,1 %), prairies (10,4 %), zones urbanisées (7,2 %), terres arables (1,6 %), zones industrielles ou commerciales et réseaux de communication (1,3 %). L'évolution de l’occupation des sols de la commune et de ses infrastructures peut être observée sur les différentes représentations cartographiques du territoire : la carte de Cassini (XVIIIe siècle), la carte d'état-major (1820-1866) et les cartes ou photos aériennes de l'IGN pour la période actuelle (1950 à aujourd'hui).

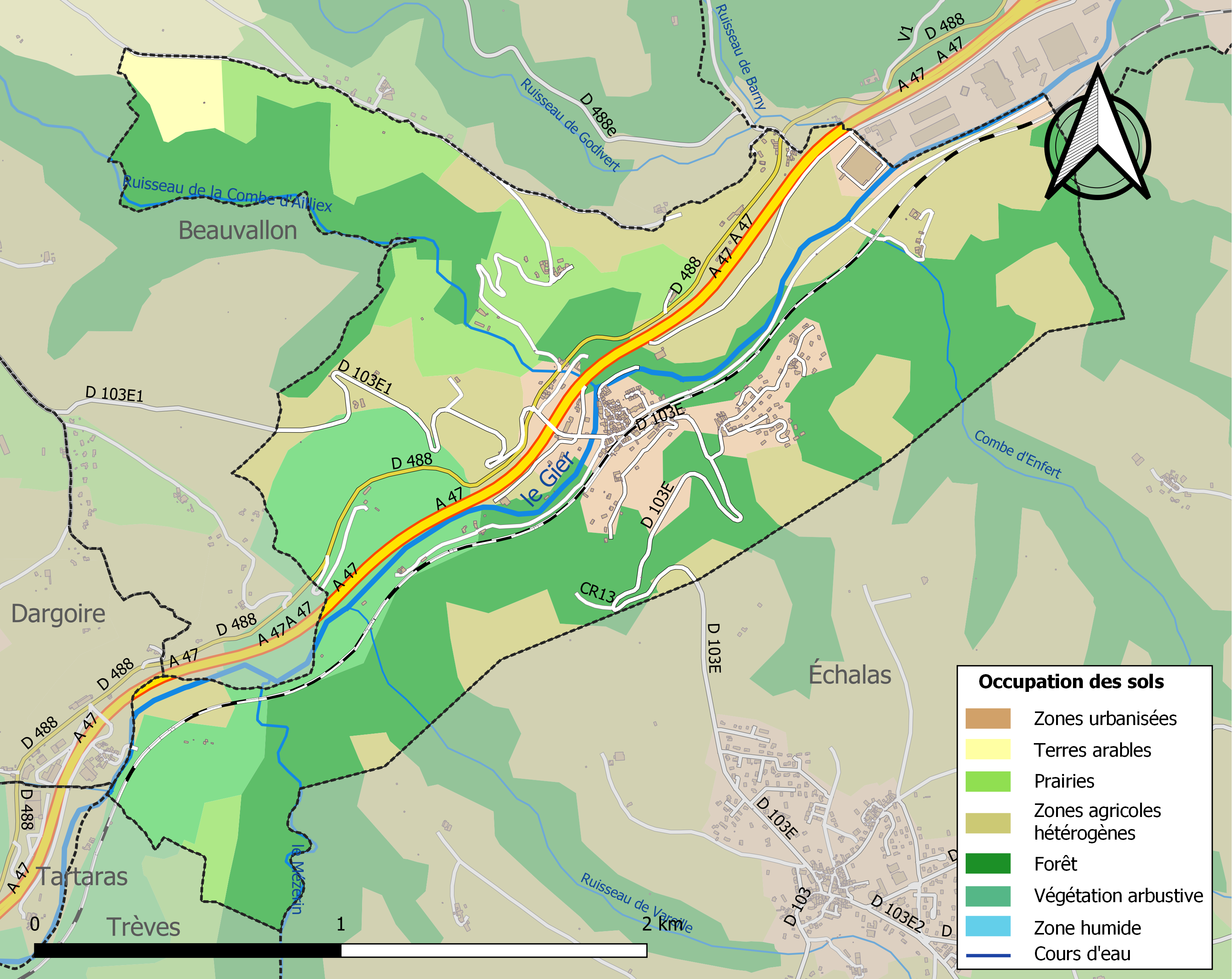
Carte des infrastructures et de l'occupation des sols de la commune en 2018 (CLC).

## Histoire
Jusqu'au XIIIe siècle, la commune portait le nom de Saint-Romain-Descandelles ou Saint-Romain-des-Candelles car il y eut longtemps sur le territoire de la commune une fabrique et un dépôt de chandelles.
Jusqu'à la Révolution française, Saint-Romain-en-Gier, alors nommée Sautemouche-en-Gier, dépendait d'Échalas, village limitrophe. Le village connut une certaine prospérité au XVIIIe siècle lors du passage des muletiers transportant le charbon vers Givors. Le village est aussi et avant tout un village viticole dont le vin possède, encore aujourd'hui, le label AOC.
Saint-Romain-en-Gier est notamment très historiquement marquée par les nombreuses crues du Gier qui ne l'épargnent jamais. Les dernières en date, celles du 3 décembre 2003 et du 2 novembre 2008, ont fait d'énormes dégâts sur les structures communales et sur les habitations des particuliers.
Réélue maire de Saint-Romain-en-Gier en 2020, Virginie Ostojic est également 7e vice-présidente chargée des équipements sportifs d’intérêt communautaire de la communauté d'agglomération de Vienne.

## Démographie
L'évolution du nombre d'habitants est connue à travers les recensements de la population effectués dans la commune depuis 1793. Pour les communes de moins de 10 000 habitants, une enquête de recensement portant sur toute la population est réalisée tous les cinq ans, les populations de référence des années intermédiaires étant quant à elles estimées par interpolation ou extrapolation. Pour la commune, le premier recensement exhaustif entrant dans le cadre du nouveau dispositif a été réalisé en 2005.

En 2022, la commune comptait 598 habitants, en évolution de +2,93 % par rapport à 2016 (Rhône : +3,93 %, France hors Mayotte : +2,11 %).
| 1793 | 1800 | 1806 | 1821 | 1831 | 1836 | 1841 | 1846 | 1851 |
| ---- | ---- | ---- | ---- | ---- | ---- | ---- | ---- | ---- |
| 409  | 387  | 387  | 356  | 354  | 408  | 407  | 392  | 414  |

| 1856 | 1861 | 1866 | 1872 | 1876 | 1881 | 1886 | 1891 | 1896 |
| ---- | ---- | ---- | ---- | ---- | ---- | ---- | ---- | ---- |
| 400  | 465  | 405  | 392  | 404  | 385  | 347  | 316  | 326  |

| 1901 | 1906 | 1911 | 1921 | 1926 | 1931 | 1936 | 1946 | 1954 |
| ---- | ---- | ---- | ---- | ---- | ---- | ---- | ---- | ---- |
| 327  | 332  | 311  | 298  | 315  | 340  | 315  | 311  | 363  |

| 1962 | 1968 | 1975 | 1982 | 1990 | 1999 | 2005 | 2006 | 2010 |
| ---- | ---- | ---- | ---- | ---- | ---- | ---- | ---- | ---- |
| 343  | 465  | 408  | 477  | 511  | 512  | 491  | 481  | 501  |

| 2015 | 2020 | 2022 | - | - | - | - | - | - |
| ---- | ---- | ---- | - | - | - | - | - | - |
| 573  | 596  | 598  | - | - | - | - | - | - |

## Culture locale et patrimoine

### Lieux et monuments
- L'église située au centre du village, datant du XIXe siècle. La dernière réparation en date de la façade date de 1891 lorsque la marquise de l'église avait été enlevée[17].
- L'ancienne gare[18], aujourd'hui disparue, située sur la ligne ferroviaire Ligne Saint-Étienne - Lyon est ouverte en 1830 par Seguin et Biot (ses constructeurs). Elle est d'abord exploitée avec les chevaux, avant de voir apparaître la vapeur en 1832. Les lignes sont électrifiées à 1 500 volts continu en 1957 au niveau de la gare avant que celle-ci ne ferme en 1990, faute de voyageurs sur nombre de trains.
- Le Roc de Saint Romain aux abords du village,remplaçant l'Auberge Provencale anciennement nommée Restaurant Catignon, du nom de ses anciens propriétaires.
- La maison de l'éclusier, aujourd'hui résidence privée, est restée dans les mémoires un lieu fort du village, vestige du temps où le canal passait en lieu et place de l'A47.
- La mairie-école, bâtiment construit sous le mandat de Louis Pingon, qui a permis d'articuler autour du bâtiment la place centrale du village, rebaptisée par la suite place Louis-Pingon.
- Le cimetière communal actuel, construit sur une ancienne parcelle agricole au lieudit Monthiou sur le bord du chemin vicinal no 6 conduisant à Saint-Jean-de-Touslas. Le terrain fut vendu à la commune de Saint-Romain-en-Gier par Jean Claude Colombet, alors propriétaire de la parcelle en 1895 au prix de 0,85 F le mètre carré soit une somme globale de 1 821,75 F. Il est alors convenu la chose suivante : « Le prix de cette vente fixé à la somme de mille-huit-cent-vingt-un francs soixante-quinze centimes sera payée au vendeur seulement lorsque les ressources de la commune le permettront, sans que le vendeur puisse l'exiger plus tôt »[19]. Auparavant et depuis quelques décennies, le cimetière communal se trouvait à l'est du bourg, à proximité de la voie de chemin de fer Lyon - Saint-Étienne (en construction à l'époque de son ouverture) à la suite de l'acquisition d'un terrain en 1827.

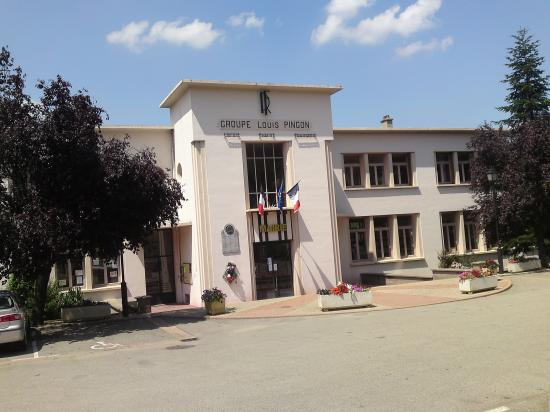
La mairie-école.

### Personnalités liées à la commune
- Louis Pingon[20](1894 - 1944), résistant actif durant la Seconde Guerre mondiale, chevalier de la Légion d'honneur, médaillé militaire et croix de Guerre, maire de Saint-Romain-en-Gier de 1934 à 1943. Mort d'épuisement au camp de Buchenwald-Dora.